# جيم نوكس
جيم نوكس (بالإنجليزية: Jim Knox)‏ هو لاعب دوري الرغبي نيوزيلندي، ولد في 6 مارس 1919، وتوفي في 1 ديسمبر 1991.